# Kalle Määttä
Pour les articles homonymes, voir Määttä.
Kalle Määttä est un joueur finlandais  de volley-ball né le 4 octobre 1984 à Rovaniemi (Finlande). Il mesure 1,91 m et joue passeur. Il totalise 2 sélections en équipe de Finlande pour laquelle il a débuté le 26 juin 2008 contre les États-Unis.

## Clubs
| Club                 | Pays     | De        | À         |
| -------------------- | -------- | --------- | --------- |
| Oulun Etta           | Finlande | 2002-2003 | 2004-2005 |
| Perungan Boys        | Finlande | 2005-2006 | 2005-2006 |
| Santasport Rovaniemi | Finlande | 2006-2007 | ...       |

## Palmarès
- Championnat de Finlande (2)
  - Vainqueur : 2007, 2008